# Anastazja Markowicz
Anastazja Markowicz, (wł. Anastasiya Markovych) (ur. w miejscowości Briczany) – ukraińska malarka współczesna reprezentująca styl surrealistyczny.
W 1990 roku rozpoczęła naukę w Szkole Sztuk Pięknych w Czerniowcach, które ukończyła w 1994. W roku 2009 rozpoczęła studia na Wydziale Grafiki Akademii Sztuk Pięknych im. Jana Matejki w Krakowie. Obecnie artystka mieszka i tworzy w Polsce. Inspiracją dla niej są dzieła Gustawa Klimta, austriackiego malarza żyjącego na przełomie XIX i XX wieku oraz malarstwo Jacka Malczewskiego.

## Nagrody i wyróżnienia
W 2007 roku została wybrana do prestiżowego katalogu artystów ukraińskich "Świat Lewkasu" powstałego pod patronatem Prezydenta Ukrainy.

## Wystawy[3]
Ma w dorobku kilka indywidualnych i zbiorowych wystaw, m.in.: w Narodowym Muzeum we Lwowie, w Bukareszcie, czy w Kijowie.
- 2004 - Wystawa w "Petergofskich targach", Czerniowce
- 2004 - Wystawa w Odessie, Galeria sztuki "Da Da Da"
- 2004 - Wystawa indywidualna w "Salonie Sztuki" w Czerniowcach
- 2005 - Wystawa "Świat Lewkasu" we Lwowie w Muzeum Narodowym i Galerii Lwowskiej
- 2005 - Wystawa w Czerniowcach, malowanie na drewnie w Art Muzeum.
- 2006 - Wystawa indywidualna w Czerniowcach "Salon Sztuki"
- 2007 - Zaproszenie i wyróżnienie do katalogu "Świat Lewkasu"
- 2008  - Wystawa w stolicy Rumunii, Bukareszcie "Świat Lewkasu". Wystawa odbyła się w konsulacie Ukrainy.
- 2008 - Wystawa indywidualna w "Salonie Sztuki", Czerniowce.
- 2011 - Wystawa na zaproszenie Ministerstwa Kultury, Narodowe Muzeum Literatury.
- 2014 - Wystawa indywidualna w Ratuszu, Częstochowa. Wystawa odbyła się wraz z Aukcja "Polskie Malarstwo Współczesne" organizowane przez DESA.
- 2015 - Wystawa indywidualna "Retrospektywa" w Konduktorowni, Regionalne Towarzystwo Zachęty Sztuk Pięknych w Częstochowie.
- 2016 - Wystawa indywidualna w Ambasadzie Ukrainy w Warszawie[4]
- 2016 - Wystawa indywidualna w Galerii Sztuki "Zamek"- Szczecinek
- 2016 - Międzynarodowa wystawa sztuki marynistycznej "Horyzont" – "Gaude Mater" – Częstochowa
- 2016 - Galeria "Quantum" – Wystawa „Ponad horyzontem zdarzeń" – Warszawa
- 2016 - FLUX Exhibition – Old Truman Brewery – LONDYN
- 2017 -Międzynarodowa wystawa sztuki marynistycznej "Horyzont" – Kłobuck
- 2017 - Galeria "Quantum" – Wystawa „Ponad horyzontem zdarzeń – wizjonerzy malarstwa polskiego" – Warszawa